# 社会主义评论
《社会主义评论》（英語：Socialist Review）是英国社会主义工人党于1950年—2020年发行的月刊杂志。创办者是托尼·克里夫。1990年代，该杂志一度改名为《社会主义工人评论》。后期，除发行印刷版，还发布在线版。